# Felix Dahn
Felix Dahn (ur. 9 lutego 1834 w Hamburgu, zm. 3 stycznia 1912 we Wrocławiu) – niemiecki profesor prawa, pisarz i historyk.
Felix Dahn był synem aktora Fryderyka Dahna i jego pierwszej żony Constance Le Gaye. W 1850 roku wstąpił na Uniwersytet w Monachium gdzie studiował prawo i filozofię.
Jego główne dzieło to opublikowane w czterech tomach Urgeschichte der germanischen und romanischen Völker (Prehistoria narodów germańskich i romańskich 1888-1889), gdzie Dahn opisuje rozwój grup etnicznych od ich początków aż do śmierci Karola Wielkiego.
W 1968 roku książka Kampf um Rom została sfilmowana jako Walka o Rzym, a rolę cesarza Justyniana zagrał Orson Welles.

## Wybrane dzieła
- Die Könige der Germanen – Das Wesen des ältesten Königtums der germanischen Stämme und seine Geschichte bis auf die Feudalzeit 1861–1911 (Królowie Germanów, 20 tomów)
- Urgeschichte der germanischen und romanischen Völker 1881–89
- Prokopius von Cäsarea. Ein Beitrag zur Historiographie der Völkerwanderung und des sinkenden Römertums 1865
- König Roderich 1875
- Ein Kampf um Rom 1876
- Die Staatskunst der Fraun 1877
- Die Kreuzfahrer 1884
- Kleine Romane aus der Völkerwanderung 1882–1901
- Julian der Abtrünnige 1893
- Herzog Ernst von Schwaben 1902